# Jon Scheyer

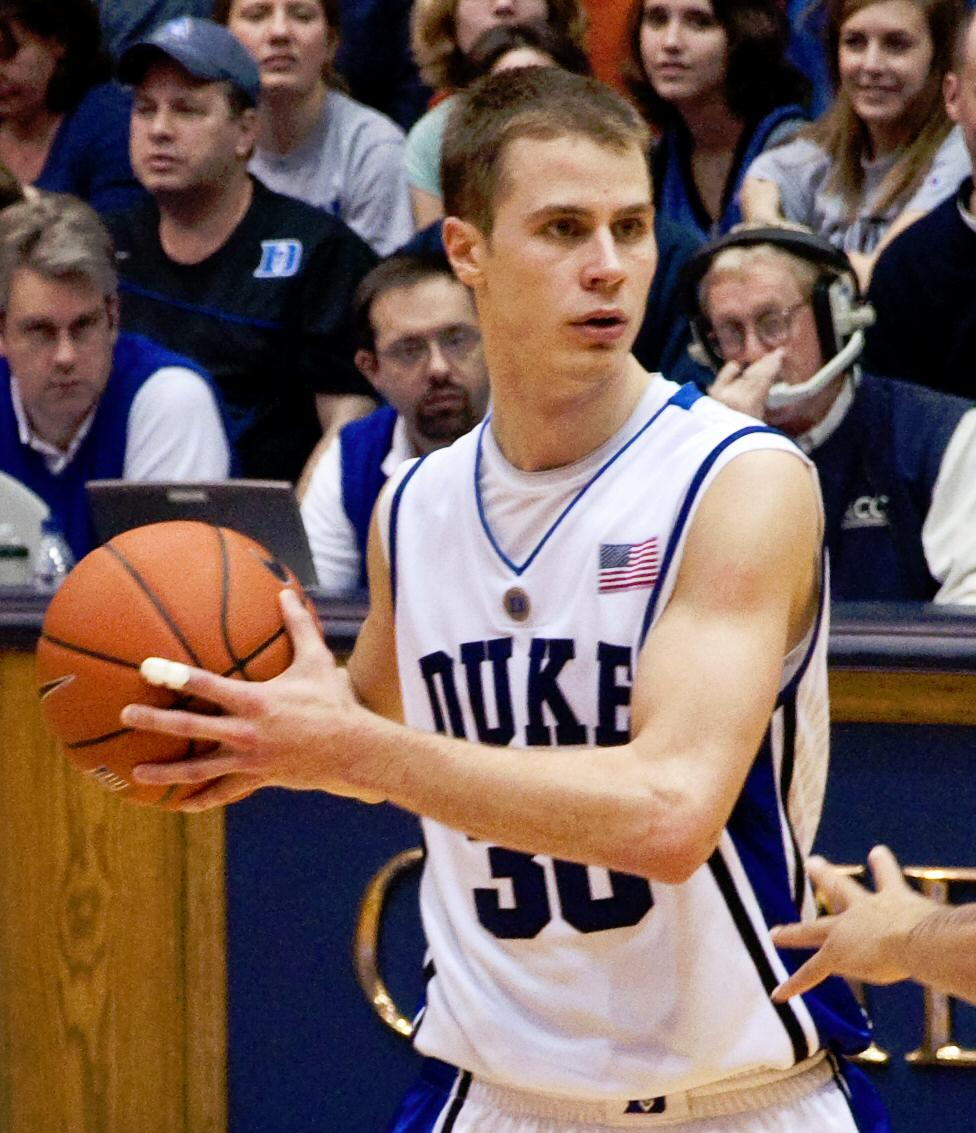
Jon Scheyer als Spieler im Jahr 2009

Jonathan James Scheyer (* 24. August 1987 in Chicago) ist ein US-amerikanisch-israelischer Basketballtrainer und ehemaliger -spieler.

## Werdegang

### Spieler
Scheyer, Sohn des als Geschäftsführer des Inneneinrichtungsunternehmens MCS Industries tätigen Jim Scheyer, spielte Basketball an der Glenbrook North High School im Großraum Chicago. Zwischen 2002 und 2006 erzielte Scheyer für die Schulmannschaft 3034 Punkte und setzte sich damit in der Bestenliste des US-Bundesstaates Illinois auf den vierten Rang. 2006 gehörte Scheyer zur US-Mannschaft, die beim Nike Hoops Summit gegen eine Weltauswahl antrat.
Von 2006 bis 2010 gehörte der 1,96 Meter große Shooting Guard der Hochschulmannschaft der Duke University an, sein Trainer war Mike Krzyzewski. In 144 Einsätzen für Duke erzielte Scheyer im Durchschnitt 14,4 Punkte, er traf während seiner vier Jahre 297 seiner 780 Dreipunktewürfe und 608 seiner 706 Freiwürfe. Scheyer war Kapitän der Mannschaft, die 2010 den NCAA-Meistertitel gewann. In der Meistersaison 2009/10 war Scheyer mit 18,2 Punkte je Begegnung Dukes bester Korbschütze, mit 4,9 Vorlagen pro Partie des Weiteren bester Korbvorbereiter.
Anders als mehrere Spieler der Meistermannschaft gelang Scheyer der Sprung in die Profiliga NBA nicht. Beim Draftverfahren der NBA im Jahr 2010 wurde er von keiner Mannschaft aufgerufen, nachdem er zuvor aufgrund einer Erkrankung (Pfeiffer-Drüsenfieber) nicht bei NBA-Mannschaft hatte vorspielen können. Im Sommer 2010 wurde er von den Miami Heat in der Sommerliga eingesetzt und erlitt eine schwere Augenverletzung, die unter anderem den Sehnerv beeinträchtigte. Scheyer wurde Ende September von der NBA-Mannschaft Los Angeles Clippers mit einem Trainingsvertrag ausgestattet, Anfang Oktober 2010 aber wieder aus dem Aufgebot gestrichen.
Er stand in der Saison 2010/11 in Diensten der Rio Grande Valley Vipers in der NBA Development League. Im Sommer 2011 wurde er von Maccabi Tel Aviv verpflichtet. Scheyer, der jüdischen Glaubens ist, erhielt die israelische Staatsangehörigkeit. In 17 Ligaeinsätzen für Tel Aviv erzielte Scheyer einen Mittelwert von 2,5 Punkten. In der EuroLeague kam er auf sieben Spiele (0,9 Punkte/Spiel).
Einen weiteren Versuch, sich für einen Vertrag bei einer NBA-Mannschaft zu empfehlen, unternahm er im Sommer 2012, als er bei den Philadelphia 76ers vorspielte. Im August 2012 vermeldete der spanische Erstligist CB Gran Canaria Scheyers Verpflichtung. Im Laufe der Saison 2012/13 wirkte er in 30 Partien der Liga ACB mit und brachte es auf 5,6 Punkte je Begegnung.

### Trainer
2013 wurde Scheyer Mitglied des Trainerstabes der Duke University und Assistenztrainer unter Krzyzewski. Im Juni 2021 gab die Hochschule Krzyzewskis Abschied am Ende der Saison 2021/22 und Scheyers Beförderung ins Amt des Cheftrainers (ebenfalls ab 2022) bekannt.